# Selecció de rugbi XV de Gal·les
La selecció de rugbi de Gal·les competeix anualment en el Torneig de les Sis Nacions amb Anglaterra, França, Irlanda, Itàlia i Escòcia. Gal·les ha guanyat 27 vegades i, fins ara només és superat per Anglaterra, que té 28 victòries.
La Unió gal·lesa de rugbi va ser fundada l'any 1881, el mateix any en què Gal·les va jugar el seu primer partit internacional contra Anglaterra. L'actuació de Gal·les en el Home Nations Championship (avui Sis Nacions) va seguir millorant, fins a arribar a la seva primera edat daurada entre 1900 i 1911. El rugbi gal·lès va tenir una recaiguda entre la Primera i la Segona Guerra Mundial, però va experimentar una segona edat daurada entre 1969 i 1980, quan van guanyar vuit Sis Nacions. Van jugar en la primera Copa Mundial de rugbi en 1987, en la qual van obtenir el seu millor resultat en Copes del Món: el tercer. Després de la professionalització del rugbi en 1995, Gal·les va ser l'amfitrió en la Copa Mundial de Rugbi de 1999 i, en 2005, van guanyar el seu primer Sis nacions. A això li va seguir altres tres Gran eslam, en 2008, 2012 i 2019 (12 en total). El seu Gran eslam de 2005 destaca per ser el primer equip que ho va guanyar jugant més partits fora de casa. El Gran eslam de 2012 va ser el tercer de Gal·les en set anys, emulant als llegendaris equips dels anys setanta que van guanyar tres entre 1971 i 1978. Gal·les també va quedar quarta en la Copa Mundial de Rugbi de l'any 2011. Ha guanyat el Torneig de les Sis Nacions 2013.

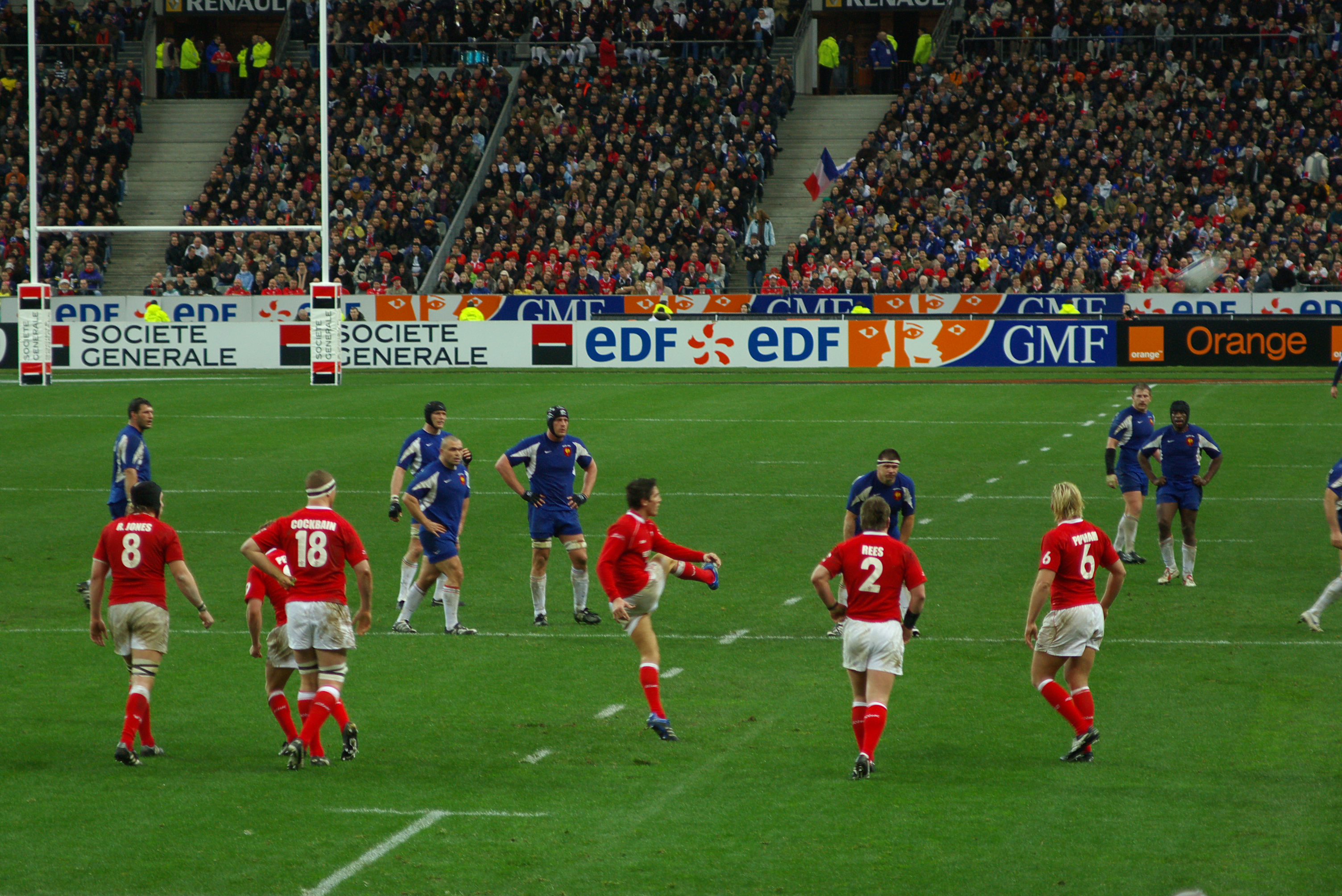
Partit contra França el febrer de 2007

El seu estadi és el Millennium Stadium (Cardiff), que va ser acabat en 1999 per reemplaçar a l'estadi nacional en el Cardiff Arms Park. Deu jugadors de Gal·les han estat inclosos en el Saló de la Fama del Rugbi Internacional i tres d'ells van ser inclosos en el Saló de la fama del International Rugbi Board.
|                                               | · Anglaterra | · Escòcia | · França | · Gal·les | · Irlanda | · Itàlia |
| --------------------------------------------- | ------------ | --------- | -------- | --------- | --------- | -------- |
| Tornejos                                      | 123          | 125       | 90       | 125       | 125       | 20       |
| Victòries en solitari (Victòries compartides) |              |           |          |           |           |          |
| Nacions Locals                                | 5 (4)        | 9 (2)     | -        | 7 (4)     | 4 (4)     | -        |
| Cinc Nacions                                  | 17 (6)       | 5 (6)     | 12 (8)   | 15 (8)    | 6 (5)     | -        |
| Sis Nacions                                   | 6            | 0         | 5        | 5         | 4         | 0        |
| Total                                         | 28 (10)      | 14 (8)    | 17 (8)   | 27 (12)   | 14 (9)    | 0        |
| Grand Slams                                   |              |           |          |           |           |          |
| Nacions Locals                                | 0            | 0         | -        | 2         | 0         | -        |
| Cinc Nacions                                  | 11           | 3         | 6        | 6         | 1         | -        |
| Sis Nacions                                   | 2            | 0         | 3        | 4         | 2         | 0        |
| Total                                         | 13           | 3         | 9        | 12        | 3         | 0        |
| Triples Corones                               |              |           |          |           |           |          |
| Nacions Locals                                | 5            | 7         | -        | 6         | 2         | -        |
| Cinc Nacions                                  | 16           | 3         | -        | 11        | 4         | -        |
| Sis Nacions                                   | 4            | 0         | -        | 4         | 5         | -        |
| Total                                         | 25           | 10        | -        | 21        | 11        | -        |
| Culleres de fusta                             |              |           |          |           |           |          |
| Nacions Locals                                | 11           | 8         | -        | 8         | 15        | -        |
| Cinc Nacions                                  | 14           | 21        | 17       | 12        | 21        | -        |
| Sis Nacions                                   | 0            | 3         | 0        | 1         | 0         | 8        |
| Total                                         | 25           | 32        | 17       | 21        | 36        | 8        |
| Actualitzaco després del torneig 2019         | Anglaterra   | Escòcia   | França   | Gal·les   | Irlanda   | Itàlia   |